# Dmytro Czumak (szermierz)
Dmytro Ołeksandrowycz Czumak (ukr. Дмитро Олександрович Чумак, ur. 1 kwietnia 1980 w Kijowie) – ukraiński szpadzista, dwukrotny medalista mistrzostw świata.
W 1999 roku zdobył srebrny medal drużynowo na mistrzostwach świata juniorów w Keszthely. Na rozgrywanych rok później mistrzostwach świata juniorów w South Bend drużynowo był trzeci.
Podczas mistrzostw świata w Lipsku w 2005 roku Ukraińcy w składzie: Dmytro Czumak, Dmytro Kariuczenko, Maksym Chworost i Witalij Oszarow zdobyli brązowy medal w zawodach drużynowych. W tej samej konkurencji zajął także trzecie miejsce na mistrzostwach świata w Turynie w 2006 roku. Był też między innymi ósmy indywidualnie na mistrzostwach świata w Petersburgu w 2007 roku.
Wystartował na igrzyskach olimpijskich w Pekinie w 2008 roku, gdzie drużynowo był siódmy, a indywidualnie trzynasty. Były to jego jedyne starty olimpijskie.
Zdobył złoto drużynowo na mistrzostwach Europy w Koblencji w 2001 roku. W tej samej konkurencji zdobył również srebrne medale na mistrzostwach Europy w Bourges (2003) i mistrzostwach Europy w Zalaegerszeg (2005) oraz brązowy na mistrzostwach Europy w Moskwie (2002). Ponadto wywalczył brąz indywidualnie na ME 2005.